# Nurboł Sulejmienow
Nurboł Nurijewicz Sulejmienow – kazachski judoka.
Uczestnik mistrzostw świata w 1999. Startował w Pucharze Świata w latach 1998-2000. Brązowy medalista igrzysk azjatyckich w 1998. Zajął siódme miejsce na mistrzostwach Azji w 2000 roku.